# Soziale Klassen und Klassenkonflikt in der industriellen Gesellschaft
Soziale Klassen und Klassenkonflikt in der industriellen Gesellschaft ist der Titel einer akademischen Qualifikationsschrift Ralf Dahrendorfs, die er während seines Postdoc-Studiums an der London School of Economics erarbeitete und mit der er sich an der Universität des Saarlandes in Saarbrücken habilitierte. Die Erstausgabe erschien 1957.
Die Schrift basiert auf einer Auseinandersetzung mit der Marxschen Klassentheorie, die Dahrendorf – unter Berücksichtigung des seit Marx eingetretenen gesellschaftlichen Wandels – auf neuer Grundlage weiterzuentwickeln trachtete. Theoretisch schlug er dabei einen eigenen Weg zwischen Marxismus und Strukturfunktionalismus ein, der zu einer originären Konflikt- und Herrschaftstheorie führte.
Dahrendorf hat die Schrift in Deutschland nur in der ersten Auflage veröffentlicht, während sie in Großbritannien in mehreren, auch veränderten und erweiterten Auflagen bis in die 1970er Jahre erschien und vielfach als Lehrbuch verwendet wurde.
Gewidmet ist die Buchveröffentlichung „David Lockwood und den gemeinsamen Freunden aus der Zeit des 'Donnerstagabend Seminars' an der London School of Economics (1952-54)“.

## Inhaltsübersicht
I. Das Modell der Klassengesellschaft bei Marx
II. Strukturwandlungen der industriellen Gesellschaft seit Marx
III. Neuere soziologische Theorien des Klassenkonflikt
IV. Klassenbegriff und Klassentheorie als Werkzeuge soziologischer Analyse
V. Soziale Struktur, Klasseninteressen und sozialer Konflikt
VI. Gibt es noch Klassen?

### Kapitel I: Das Modell der Klassengesellschaft bei Marx
Dahrendorf geht mit Theodor Geiger von der „Erkenntnisabsicht hinter dem Klassenbegriff“ aus. Diese richte sich nicht auf die Beschreibung eines bestehenden Gesellschaftszustands, sondern auf die analytische Erfassung „der Entwicklungsgesetzlichkeit einer Gesellschaft“ (S. 17). Darauf beruhe das „oft kritisierte Zweiklassenmodell, das Marx seiner dynamischen Theorie zugrundelegte“ (ebd.); selbstverständlich kannte er auch andere Klassen (z. B. Grundbesitzer, Kleinbürgertum). Der letzte Bestimmungsgrund für die Bildung von Klassen bilde für Marx das Eigentum an Produktionsmitteln bzw. der Ausschluss von diesen. Dahrendorf fragt: „Versteht Marx unter den Eigentums- bzw. Produktionsverhältnissen die Verhältnisse faktischer Kontrolle und Unterordnung in den Betrieben der industriellen Produktion – oder nur die Herrschaftsverhältnisse, insofern sie auf dem Rechtstitel des Eigentums beruhen?“ (S. 19) Ist, anders gefragt, die Autoritätsstruktur des industriellen Betriebes die entscheidende Determinante für die Klassenbildung oder das verbriefte Besitzrecht in Verbindung mit Kontrollbefugnissen über die Produktion? Für die Marxsche Klassenbestimmung gelte Letzteres; erst als „Eigentumsverhältnisse sind sie Herrschaftsverhältnisse“ (S. 20). Kritischer Angelpunkt der Marxschen Klassentheorie sei die „Identifizierung von wirtschaftlicher und politischer Macht“ (S. 21). Für Marx gehe die politische Herrschaft einer Klasse aus den Produktionsverhältnissen hervor: „industrielle Klassen sind eo ipso auch soziale Klassen, der industrielle Klassenkonflikt politischer Klassenkonflikt“ (ebd.). Diese Marxsche Annahme beruhe auf der verallgemeinerten Behauptung „eines absoluten und prinzipiellen Primats der Produktion“ (ebd.).
Der Bildungsprozess der Klassen verlaufe nach Marx über mehrere Stufen. Zunächst schaffe der Besitz bzw. Nichtbesitz von fungierendem Privateigentum je spezifische Klassenlagen mit gleichen Interessen („Klasse an sich“). Aber die bloße „Diesselbigkeit von Interessen“ könne nur eine notwendige, aber keine zureichende Bedingung zur Bildung von Klassen sein. Erst im organisierten politischen Kampf von Klasse gegen Klasse (Klassenkampf) konstituiere sich die „Klasse für sich“.
Eingebettet habe Marx seine Klassentheorie in eine „umfassendere Theorie des Klassenkonflikts als Motor des Wandels ganzer Gesellschaftsstrukturen“ (S. 24); er formulierte damit „eine Theorie des sozialen Strukturwandels durch Revolutionen auf Grund von Konflikten zwischen antagonistischen Interessengruppen“ (ebd.). In der Marxschen Konstruktion, soziale Konflikte als Wesensbestandteil jeder Gesellschaft zu begreifen und gesellschaftlichen Wandel durch strukturell erzeugte Konflikte zu erklären, sieht Dahrendorf ein „sinnvolles Erkenntnisprinzip“ (S. 25).
Dahrendorfs Kritik an der Marxschen Klassentheorie bezieht sich auf die „philosophischen Elemente“, die der empirischen Überprüfung entzogen seien. So verbinde Marx eine „geschichtsphilosophische Konzeption“ der Abfolge von Gesellschaftsformationen (von der kommunistischen Urgesellschaft über Klassengesellschaften zur klassenlosen Gesellschaft) mit der soziologischen Klassentheorie und behaupte die Universalität des Klassenkonflikts in der bisherigen Menschheitsgeschichte. Dahrendorf wertet das als „Verrat der Soziologie“ (29).

### Kapitel II: Strukturwandlungen der industriellen Gesellschaft seit Marx
In diesem Kapitel thematisiert Dahrendorf begriffliche Differenzen und empirische Entwicklungen, die er gegen die Festlegungen und Annahmen von Marx ins Feld führt.
Zunächst geht es um die terminologische Entscheidung: Kapitalismus oder industrielle Gesellschaft. Dahrendorf bevorzugt den Begriff der industriellen Gesellschaft, für die als Dominanzmerkmal die mechanisierte Güterproduktion in Fabriken und Betrieben gelte; er hält ihn daher für den weitergreifenden Begriff, während der des Kapitalismus nur eine spezifische Form industrieller Gesellschaft sei, die in Europa und den USA vorherrsche.
Sodann umreißt Dahrendorf eine Reihe von strukturellen Veränderungen, die er als Manifestationen normativer Wandlungen versteht. Die veränderten sozialen Wertvorstellungen sind: 1. die Entfaltung des ökonomischen Rationalismus, 2. die Durchsetzung des Leistungsprinzips, 3. die Verallgemeinerung der staatsbürgerlichen Gleichheitsrecht und 4. die Bildung von Formen der Stabilität (S. 38) vorstellt. Deren "faktische Entsprechungen" (S. 40) macht er fest an der Trennung von Eigentum und Kontrolle; der differenzierter gewordenen Sozialschichtung der Arbeiterschaft; dem Aufstieg eines „neuen Mittelstandes“ von Angestellten und Beamten; der gestiegenen sozialen Mobilität, einhergehend mit der wachsenden Bedeutung der Erziehungsinstitutionen; die Durchsetzung juristischer, politischer und sozialer Bürgerrechte; schließlich die „Institutionalisierung des Klassengegensatzes“ durch Einführung von Verfahren der Konfliktregelung zwischen „Kapital“ und „Arbeit“ (z. B. Tarifautonomie).
Als invariable Strukturelemente der industriellen Gesellschaft gelten ihm hingegen die Existenz einer sozialen Schichtung in Form einer „Status-Hierarchie“ und die Existenz einer „ungleichen Verteilung der Autorität oder legitimen Machtbefugnis“ (S. 74). Letztere manifestiere sich sowohl in der politisch legalen Herrschaft des Staates wie im Industriebetrieb als einem „zweiten großen ‚Herrschaftsverband‘“ (S. 76).

### Kapitel III: Neuere soziologische Theorien des Klassenkonflikts
Nach der vorwiegend deskriptiven Darstellung der Wandlungen der industriellen Gesellschaft im vorangehenden Kapitel überprüft Dahrendorf in diesem eine Reihe von Theorien, die an der Marxschen Klassentheorie ansetzen und sie zu modifizieren, zu überwinden oder zu widerlegen trachten.
Unter anderen diskutiert er folgende Theoriebeiträge: die Loslösung des Klassenbegriffs vom Privateigentum (Joseph A. Schumpeter); der Übergang der Kontrolle der Produktionsmittel auf die Manager (James Burnhams „Revolution der Manager“ und Fritz Croners „delegierte Autorität“); die Entstehung einer neuen „Dienstklasse“ (Karl Renner); die der Klassenspaltung entgegenwirkende Evolution staatsbürgerlicher Gleichheitsrechte (Thomas H. Marshall), die Ablösung der Klassenspaltung durch Schichtenbildung (Theodor Geigers „Klassengesellschaft im Schmelztiegel“) sowie die These Helmut Schelskys von der „nivellierten Mittelstandsgesellschaft“.
Dahrendorf findet in diesen Beiträgen keine Lösung der Aufgabe, die Marxsche Klassentheorie den „neuen Tatsachen der entwickelten Industriegesellschaft“ anzupassen. Dass sie widerlegt sei, steht für ihn fest, schon allein durch die „Trennung von Eigentum und Kontrolle“ (S. 119f.).

### Kapitel IV: Klassenbegriff und Klassentheorie als Werkzeuge soziologischer Analyse
Dieses Kapitel dient der Vorbereitung von Dahrendorfs eigener Klassentheorie, insbesondere ihrer Hauptkategorien. Dies geschieht in der Auseinandersetzung mit und der Abgrenzung von der Marxschen Theorie. Ein Unterkapitel widmet sich dem Thema, „was Marx richtig sah“; ihm folgen sechs Unterkapitel, die sich damit befassen, „was Marx falsch sah“ bzw. „was Marx übersah“. Neben der Ablehnung der geschichtsphilosophischen Annahme eines sich revolutionär zuspitzenden Klassenkampfes wertet er als weitere grundlegende Schwächen der Marxschen Klassentheorie die Verbindung von Klassen und Eigentum sowie die Gleichsetzung von wirtschaftlicher und politischer Macht.

### Kapitel V: Soziale Struktur, Klasseninteressen und sozialer Konflikt
In diesem Kapitel präsentiert Dahrendorf die Elemente seiner Theorie der sozialen Klassen und des Klassenkonflikts. In Abgrenzung zur funktionalistischen Integrationstheorie (mit ihrem prominentesten Vertreter Talcott Parsons) geht er von einer Herrschaftstheorie der Sozialstruktur aus und wählt als Struktureinheit einen „durch Zwang zusammengehaltenen Herrschaftsverband, der in sich den Keim zu seiner Überwindung trägt, insofern instabil, in ständigem Wandel begriffen ist“ (S. 159). Demnach umfasst jede Gesellschaft als Herrschaftsverband oder „jede kleinere Einheit von der Natur eines Herrschaftsverbands“ (S. 162) zwei polare Aggregate sozialer Positionen (bzw. diesen zuordneter Rollen): zum einen Autoritätsrollen, die sich im Besitz legitimer Macht befinden (Herrschaft), zum anderen negative Autoritätsrollen, die von legitimer Macht ausgeschlossen sind (Unterordnung) (ebd.). Aus der Dynamik von Herrschaft und Unterordnung resultieren soziale Konflikte und sozialer Wandel. Gegenstand des Klassenkonflikts sind die Aufrechterhaltung oder Veränderung der Herrschaftsstruktur.
Jeder Herrschaftsverband ist aufgespalten in zwei Gruppen mit „objektiven“ Interessen, von denen Dahrendorf der einen Gruppe das Interesse an der Beibehaltung der ihre Herrschaft begründenden Struktur, der anderen Gruppe das Interesse an deren Veränderung oder Überwindung zuordnet (S. 167). Es handelt sich dabei jeweils um „Rollen-“ oder „latente“ Interessen, die erst als bewusste Zielsetzungen zu „manifesten“ Interessen werden (S. 169). „Während latente Interessen ein Postulat zum Zweck der Analyse sind und insofern nicht ‚existieren’, sind manifeste Interessen stets Realitäten in den Köpfen der Träger von positiven oder negativen Autoritätsrollen.“ (S. 170) Erst das Bewusstsein dieser Interessen macht aus „Quasi-Gruppen“ soziale Klassen. Die realen Träger des Klassenkonflikts sind die organisierten kleineren oder größeren Interessengruppen innerhalb beliebiger Herrschaftsverbände (z. B. Staat, Wirtschaft, Partei, Unternehmung), wobei auch die unterdrückten Klassen „nicht als prinzipiell unorganisierte Massen ohne Wirkungsmöglichkeiten vorzustellen“ sind (S. 197). „Herrschende Klassen sind zunächst nur herrschende Klassen innerhalb bestmmter Herrschaftsverbände. Theoretisch kann es in einer Gesellschaft so viele konkurrierende, konfligierende oder einander tolerierende herrschende Klassen geben wie es Herrschaftsverbände gibt.“ (S. 195)
Die Erkenntnisabsicht der Klassentheorie sieht Dahrendorf in der Erklärung des sozialen Strukturwandels, der sich „auf systemisch erzeugte Gruppenkonflikte innerhalb sozialer Strukturen zurückführen lässt“ (S. 203). Am Ende des Kapitels fasst er noch einmal die Kategorien seiner Klassentheorie formal zusammen. Diese sind: Strukturwandel, sozialer Konflikt, latente Interessen und Quasigruppen, manifeste Interessen und Interessengruppen, Herrschaft und Herrschaftsverband (S. 203f.).

### Kapitel VI: Gibt es noch Klassen?
Alle Versuche, die moderne Gesellschaft als klassenlos zu beschreiben, weist Dahrendorf entschieden zurück. Für ihn gibt es soziale Klassen und Klassenkonflikt „überall dort, wo Herrschaft innerhalb bestimmter Verbände unterschiedlich auf soziale Positionen verteilt sind“ (S. 213). Als Herrschaftsverbände bezeichnet er unter Anderen den Staat, den Industriebetrieb und die Kirchen (S. 212). Ins Zentrum seiner Analyse stellt er den Industriebetrieb und seine Autoritätsstruktur. „Überall wo Industriebetriebe existieren, dürfen wir eine Quasi-Gruppe der Träger positiver Autoritätsrollen annehmen, deren latente Interessen im Konflikt stehen mit denen der entsprechenden Quasi-Gruppen der Träger negativer Autoritätspositionen“ (S. 218). Nach Dahrendorf lässt sich die Mehrzahl der Angestelltenrollen „als differenzierte Leitungsrollen verstehen“ (S. 223); sie gehören daher neben der Unternehmensleitung zur herrschenden Klasse im Industriebetrieb.
In den entwickelten Industriegesellschaften haben sich die Quasi-Gruppen zu organisierten Interessengruppen (Gewerkschaften und Unternehmerverbände) transformiert. Die empirischen Bedingungen für die Austragung des industriellen Klassenkonflikts haben sich in den letzten hundert Jahren zwar so verändert, dass sie zur Milderung und Institutionalisierung des Klassenkonflikts beitragen,„ohne dadurch zu verschwinden oder an Bedeutung zu verlieren, ohne aber auch zum absoluten Kampf um alles oder nichts zu werden“ (S. 234).
Im politischen Herrschaftsverband, sprich: dem Staat, bilden die herrschende Klasse „die Träger dreier Gruppen von Rollen, die Inhaber der Abgeordnetensitze der Regierungsparteien, der Ministerposten und der bürokratischen Ämter“ (S. 252). Durch die Trennung von Wirtschaft und Politik sind die politischen Herrschaftspositionen auch getrennt von den „Trägern der industriellen Herrschaftspositionen“, den „Kapitalisten und Managern“ (S. 256). Durch Parteibildung und demokratische Wahlen erhält die beherrschte politische Klasse die Chance, „das Personal der herrschenden Klasse zu verändern“ (S. 257).

## Rezeption und Kritik
Auf sozialwissenschaftliche Kritik stieß insbesondere Dahrendorfs Behauptung, dass in entwickelten Industriegesellschaften wirtschaftliche und politische Konflikte institutionell isoliert seien. Laut Tom B. Bottomore sind diese Behauptungen empirisch „viel leichter zu widerlegen als die von Marx“; in den europäischen Industriegesellschaften hingen politische Auseinandersetzungen weiterhin mit wirtschaftlichen Konflikten eng zusammen und seien noch stark an Klasseninteressen ausgerichtet.

## Erstausgabe
- Soziale Klassen und Klassenkonflikt in der industriellen Gesellschaft. Ferdinand Enke, Stuttgart 1957

## Englische Ausgaben
- Class and Class Conflict in Industrial Society. Routledge, London 1959 (Neuauflagen: 1961, 1963, 1965, 1967, 1969, 1972)

## Sekundärliteratur
- Eintrag Ralf Dahrendorf, Soziale Klassen und Klassenkonflikt in der industriellen Gesellschaft. In: Georg W. Oesterdiekhoff (Hg.): Lexikon der soziologischen Werke. Westdeutscher Verlag, Wiesbaden 2001, S. 144f.
- Anthony Giddens: Die Klassenstruktur fortgeschrittener Gesellschaften. Suhrkamp, Frankfurt am Main 1984 (TB-Ausgabe); dort Unterkapitel 3.1: Die Klassen in der postkapitalistischen Gesellschaft bei Dahrendorf, S. 61–68, und Unterkapitel 4.1: Die neuere Kritik, S. 81–87.

## Weblink
- Vollständiger Text der englischen Ausgabe